# Jacobus Lorenz
Jacobus Lorenz (ur. 22 grudnia 1884 w Amsterdamie, zm. 17 stycznia 1969 tamże) – holenderski zapaśnik walczący w stylu klasycznym. Olimpijczyk z Londynu 1908, gdzie zajął dziewiąte miejsce w wadze średniej.

## Turniej wLondynie 1908
| Konkurencja          | Walki                   | Klas. końcowa |
| Konkurencja          | Przeciwnik I            | Miejsce       |
| -------------------- | ----------------------- | ------------- |
| 73 kg styl klasyczny | Anders Andersen (DEN) P | 9.            |